# Алексеевский монастырь (Москва)
Алексе́евский староде́вичий монасты́рь в Москве — не сохранившийся православный женский монастырь, находившийся на месте храма Христа Спасителя.

## История
Первый Алексеевский монастырь в районе Хамовники, между улицей Остоженкой и рекой Москвой основал в 1360-е годы митрополит Алексий на митрополичих землях. Первоначально был построен небольшой деревянный храм во имя преподобного Алексия человека Божия; затем был построен собор Зачатия святой Анны, вероятно, тоже деревянный. Соответственно, монастырь стал именоваться Зачатьевским, но осталось и наименование «Алексеевский» — по посвящению первого храма. Тогда же, по старшинству над прочими возникшими вслед за ним женскими монастырями в Москве, он стал именоваться стародевичьим.
Первыми монахинями, по преданию, стали родные сёстры митрополита, принявшие в монашестве имена Иулиании и Евпраксии. Впоследствии в обитель были переведены инокини Зачатейского-Алексеевского монастыря.
В 1514—1518 годах архитектор Алевиз Новый построил в монастыре каменный собор Алексия человека Божия.
Зачатьевский (Алексеевский) монастырь был уничтожен пожаром в 1547 году и возобновлён ближе к центру города, в Чертолье, на месте, где сейчас стоит Храм Христа Спасителя. На старом месте позднее был вновь устроен Зачатьевский монастырь.
Во время Смуты Алексеевский монастырь был разрушен. В 1625 году царь Михаил Фёдорович и патриарх Филарет восстановили обитель и построили в ней в 1625 году новую тёплую каменную церковь преподобного Алексия человека Божия с приделами Тихвинской иконы Божьей Матери и Зачатия святой Анны.
В 1629 году пожар вновь уничтожил все постройки монастыря, но в марте этого же года у царя Михаила Фёдоровича родился наследник Алексей, названный в честь преподобного Алексия человека Божия, и Михаил Фёдорович выделил значительные средства на восстановление обители, тезоименитой сыну. К 1634 году мастера Антип Константинов и Трефил Шарутин построили в монастыре шедевр архитектуры XVII века — двухшатровый храм, один главный престол которого был освящён во имя Преображения Господня с Тихвинским и Зачатьевским приделами, а второй — главный престол — во имя Алексия человека Божия. Фактически собор состоял из двух равнозначных храмов. Он оказал значительное влияние на последующее развитие многошатровых храмов и определил дальнейшую популярность композиции парных шатров, получившей распространение в 1640-е годы.
В 1837—1838 годах в связи со строительством храма Христа Спасителя монастырь был перемещён на Верхнюю Красносельскую улицу, иконостас перенесён в верхний храм Церкви Смоленской иконы Божией Матери в селе Бородино, а все его постройки, в том числе и уникальный двухшатровый храм, были разрушены. С этого времени история собственно Алексеевского монастыря прекратилась, а в Красном Селе началась история Ново-Алексеевского монастыря. В память о находившемся на этом месте женском Алексеевском монастыре в храме Христа Спасителя устроена Преображенская церковь. В монастыре в период его существования хранилась чудотворная Грузинская икона Божией Матери.